# Marquisien
 (mars 2019).
Si vous disposez d'ouvrages ou d'articles de référence ou si vous connaissez des sites web de qualité traitant du thème abordé ici, merci de compléter l'article en donnant les références utiles à sa vérifiabilité et en les liant à la section « Notes et références ».
Le marquisien est une langue polynésienne de la famille des langues austronésiennes.  Cette langue de Polynésie française est parlée aux îles Marquises. Elle semble être à l'origine des langues marquisiennes.

## Présentation
Le marquisien se subdivise en èo enana, parlé dans le nord-ouest de l'archipel, et en èo enata parlé dans le sud-est. Ces deux dénominations se traduisent chacune littéralement par l'expression « langue des humains ». Certains, comme les linguistes Stephen Wurm et Shirō Hattori, considèrent que le marquisien du nord, parlé par 5 390 personnes en 2007 à Nuku Hiva, Ua Huka et Ua Pou, constitue une langue séparée du marquisien du sud, parlé par 2 700 personnes en 2007 à Hiva Oa, Tahuata et Fatu Hiva.
Le marquisien est parfois désigné par erreur, en raison d'une politique linguistique, comme reo mā’ohi, terme tahitien qui désigne les diverses langues vernaculaires de Polynésie française. Outre le marquisien, ce terme s'appliquerait également aux langues polynésiennes suivantes : 
- le tahitien (ou reo tahiti), la langue de l'archipel des îles de la Société.
- le paumotu (ou reko pa’umotu), la langue de l'archipel des Tuamotu qui comprend sept variantes dialectales ;
- les différentes langues australes et le rapa, dans les Australes (reo rapa, rurutu, tubuai, rimatara, raivavae) ;
- le mangarévien (ou reo magareva) aux îles Gambier.

Le marquisien se distingue nettement du tahitien (50 % d'intercompréhension, lexique similaire entre 45 et 67 %) ou du paumotu (29 %) .
Le marquisien est une proche parente des langues polynésiennes de Polynésie orientale, dont notamment le maori des Îles Cook, le maori de Nouvelle-Zélande, le pascuan ou rapa nui (langue de l'île de Pâques), et plus particulièrement le hawaïen dont il serait un des principaux ancêtres.
Depuis la délibération no 2000-19 APF du 27 janvier 2000 portant création de l'Académie marquisienne, il a été créé par l'Assemblée de la Polynésie française, une institution culturelle dénommée Académie marquisienne - « Tuhuna ’Eo Enata ». Sa mission est notamment de sauvegarder et d'enrichir le marquisien.
La Délégation générale à la langue française et aux langues de France considère le marquisien comme une « langue de France ».

## Orthographe
Contrairement à l'usage, généralisé mais parfois incertain dans sa forme, du 'okina, dans nombre de langues océaniennes, l'Académie marquisienne a décidé de remplacer l'apostrophe qui marque le coup de glotte par un accent grave sur la voyelle qui suit (avec des exceptions) suivant le système orthographique de Turo Raapoto.
Le macron est utilisé sur les voyelles longues, et l’accent circonflexe sur les voyelles longues précédées d’une consonne occlusive glottale,.
| a | e | f | h | i | k | l | m |
| n | o | p | r | t | u | v |   |

## Grammaire

### Nom
Il existe deux types de noms : les noms propres tel que ó Ioane : « Jean », et les noms communs indiquant toute une espèce tel que te énata : « l'homme ».

#### Genre
Le genre se distingue en ajoutant au substantif les mots ahana, pour le masculin, et vehine, pour le féminin, par exemple : 
- e piha ahana(e toa) : « un bœuf »
- e piha vehine(e koivi) : « une vache »

#### Nombre
Il y a deux nombres le singulier et le pluriel. Toutefois le pluriel en mettant les articles na, ta, tau, mou devant le nom et à l'aide de noms collectifs tels que poi : « peuple », huaa : « famille », précédés de l'article singulier te, exemple : mei hea na énata ? : « d'où viennent ces hommes ? » 
Le pluriel s'exprime encore en plaçant devant le substantif ou le pronom personnel une des propositions a, o, û.
De même substantifs forment leur pluriel : 
1. en doublant leur première syllabe : te ima : « la main » ; na iima : « les mains »
2. en doublant leurs deux premières syllabes te vae : « le pied » ; te vaevae, « les pieds »

#### Cas
Puisque les noms ne se déclinent pas, les prépositions sont nécessaires.
| Cas       | Marquisien            | Français      |
| --------- | --------------------- | ------------- |
| Nominatif | te oumati             | le soleil     |
| Génitif   | no te oumati          | du soleil     |
| Datif     | i te oumati           | au soleil     |
| Accusatif | te ou i te oumati     | le soleil     |
| Vocatif   | e te oumati           | ô soleil      |
| Ablatif   | na te ou ma te oumati | par le soleil |

| Cas       | Marquisien        | Français       |
| --------- | ----------------- | -------------- |
| Nominatif | te tau énata      | les hommes     |
| Génitif   | no te tau énata   | des hommes     |
| Datif     | i te tau énata    | aux hommes     |
| Accusatif | te ou i tau énata | les hommes     |
| Vocatif   | e te tau énata    | les hommes     |
| Ablatif   | na te tau énata   | par les hommes |

L'emploi du vocatif est toutefois à nuancer, en effet lorsqu'on va à la recherche d'une femme et qu'elle est accompagnée d'autres femmes, on l'appelle par son nom précédé du mot oua, par exemple : oua Eri : « ô Élisabeth »
lorsqu'on cherche, au sein d'un groupe d'homme, le chef de la bande, on l'appelle par son nom précédé du mot ou, par exemple : ou Karoro : « ô Charles ».
L'emploi du e du vocatif ne peut se faire que lorsque la personne est seule, e Eri : « ô Élisabeth ».